# Parahyliota cinamomeus
Parahyliota cinamomeus es una especie de coleóptero de la familia Silvanidae. Fue descrita en 1868 por Léon Fairmaire.

## Distribución geográfica
Habita en Madagascar.